# Criminal Minds (6.ª temporada)
A sexta temporada de Criminal Minds estreou na CBS em 22 de setembro de 2010 e terminou em 18 de maio de 2011.
Antes do início das filmagens da temporada, foi anunciado que A. J. Cook havia sido demitida da série, supostamente devido a cortes no orçamento do programa relacionados ao lançamento do spinoff de Criminal Minds.Graças a cartas e petições de fãs, Cook foi autorizada a retornar para dois episódios para encerrar a história de sua personagem. Mais tarde, ela voltou como uma estrela convidada especial em dois episódios subsequentes desta temporada. Paget Brewster foi regular por dezoito episódios e também foi demitida da série. Rachel Nichols apareceu como atriz convidada por dois episódios e foi promovida como regular, mas foi demitida após o final da temporada.
A sequência de abertura foi alterada a partir desta temporada: mais efeitos sonoros e visuais foram adicionados; a música tema em si foi amplificada e uma parte de guitarra elétrica adicionada.

## Elenco

### Principal
- Joe Mantegna como Agente Especial de Supervisão David Rossi (Agente Sênior da BAU)
- Paget Brewster como Agente Especial Supervisora Emily Prentiss (Agente BAU) (Ep. 1-18)
- Shemar Moore como Agente Especial de Supervisão Derek Morgan (Agente BAU)
- Matthew Gray Gubler como Agente Especial de Supervisão Dr. Spencer Reid (Agente BAU)
- A. J. Cook como Agente Especial de Supervisão Jennifer “JJ” Jareau (Ligação de Comunicações da BAU) (Ep. 1-2)
- Kirsten Vangsness como agente especial Penelope Garcia (analista técnico da BAU e ligação de co-comunicações)
- Rachel Nichols como Agente Especial Ashley Seaver (Agente BAU) (Ep. 10-24)
- Thomas Gibson como Agente Especial de Supervisão Aaron “Hotch” Hotchner (Chefe da Unidade BAU e Ligação de Co-Comunicação)

### Recorrente
- Jayne Atkinson como Agente Especial de Supervisão Erin Strauss (Chefe da Seção BAU)
- Cade Owens como Jack Hotchner
- Isabella Murad como Ellie Spicer
- Timothy V. Murphy como Ian Doyle
- Sebastian Roche como Clyde Easter
- Siena Goines como Tsia Mosely
- Nicholas Brendon como Kevin Lynch
- A. J. Cook como agente especial Jennifer “JJ” Jareau (Ep. 18 e 24)

## Estrelas convidadas

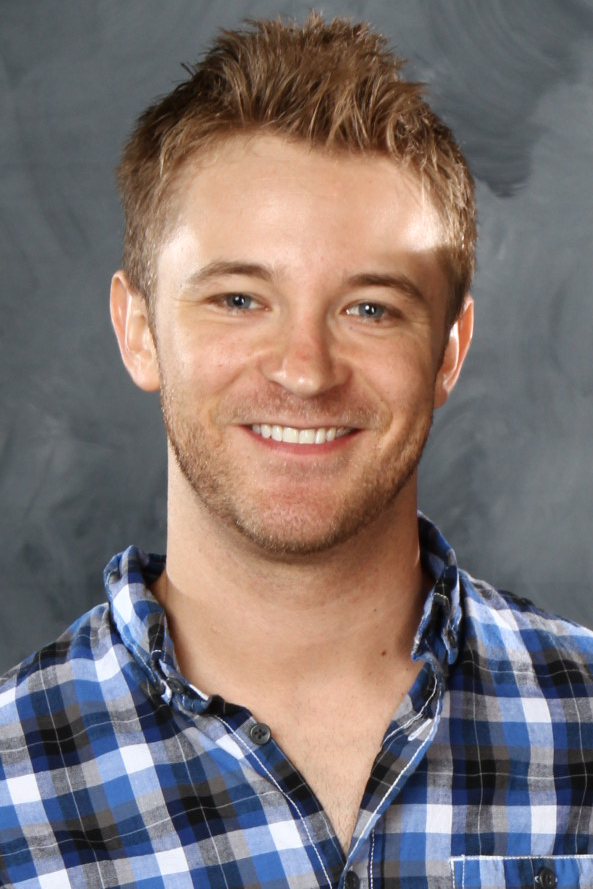
Michael Welch aparece no episódio "JJ" como Sydney Xavier Pearson.

Na estréia da temporada “The Longest Night”, Tim Curry reprisou seu papel como um dos criminosos mais notórios da série, Billy Flynn, também conhecido como “O Príncipe das Trevas”. Robert Davi reprisou seu papel como o detetive Adam Kurzbard, que liderou a investigação dos assassinatos. No episódio “JJ”, Chris Marquette co-estrelou como James Barrett, um homem que sequestrou e tentou assassinar Kate Joyce. No episódio “Remembrance of Things Past”, Daniel J. Travanti co-estrelou como Lee Mullens, um serial killer que sofre da doença de Alzheimer . No episódio “Commitising Positions”, Craig Sheffer co-estrelou como James Thomas.

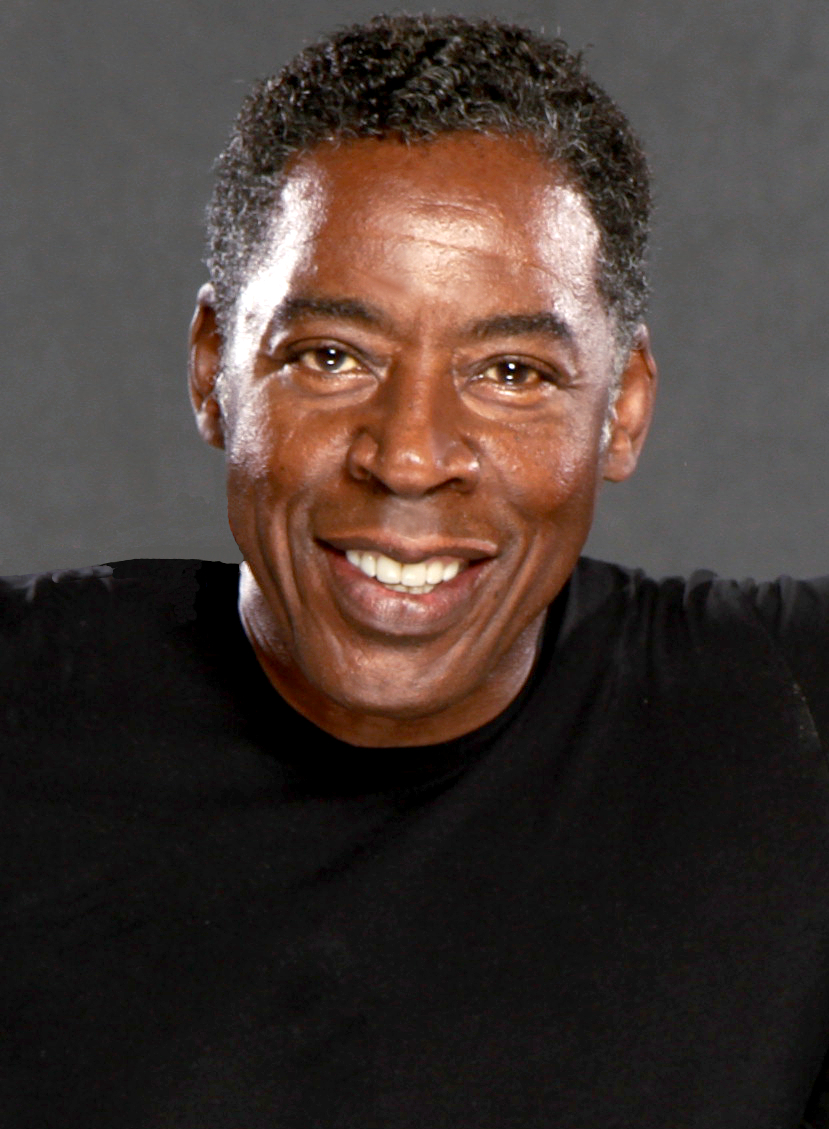
Ernie Hudson aparece no episódio "Devil's Night" como o tenente Al Garner.

No episódio “Safe Haven”, Sterling Beaumon co-estrelou como Jeremy Sayers, um delinquente juvenil e aniquilador da família que tem sido odiado por sua mãe desde que nasceu. Mare Winningham co-estrelou como Nancy Riverton, uma mãe que permite que Jeremy fique em sua casa durante a noite. No episódio “Devil’s Night”, Leonard Roberts co-estrelou como Kaman Scott, um serial killer desfigurado que queima suas vítimas vivas durante a Noite do Diabo, a notória celebração pré-Halloween. No episódio “Middle Man”, Steve Talley, Michael Grant Terry e Jake Thomas co-estrelaram como Michael Kosina, Christopher Salters e Scott Kagan, também conhecido como “The Johnson County Brotherhood”, um trio de estupradores e assassinos em série que sequestram dançarinas exóticas. A convidada Melissa Claire Egan estrelou como Tara Dice, uma dançarina exótica que é questionada por Prentiss e Reid.

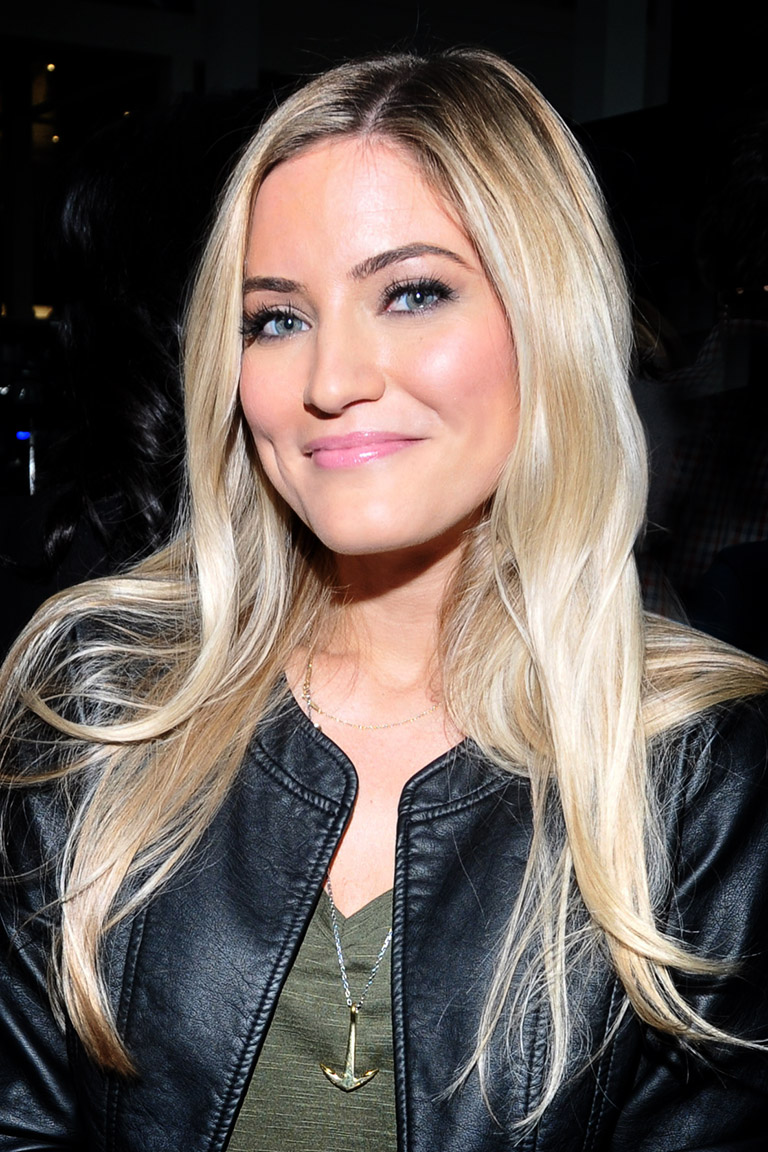
Justine Ezarik aparece no episódio "Middle Man" como Meredith Joy.

No episódio "Reflection of Desire", Robert Knepper co-estrelou como Rhett Walden, também conhecido como "The Hill Ripper", um abdutor esquizofrênico que idolatra o filme Reflection of Desire , um filme em que sua falecida mãe estrelou, estrelou como May Walden, uma atriz famosa da Era de Ouro de Hollywood que, por causa de sua gravidez, fez apenas um filme, e sua carreira foi arruinada depois. Whitney Able co-estrelou como Penny Hanley, uma mulher que Walden sequestra após o assassinato de Kelly Landis. No episódio "Into the Woods", Gattlin Griffith co-estrelou como Robert Brooks, um menino que é sequestrado e estuprado por Shane Wyland. Emily Alyn Lind co-estrelou como Anna Brooks, irmã mais nova de Robert, que também é sequestrada por Wyland.

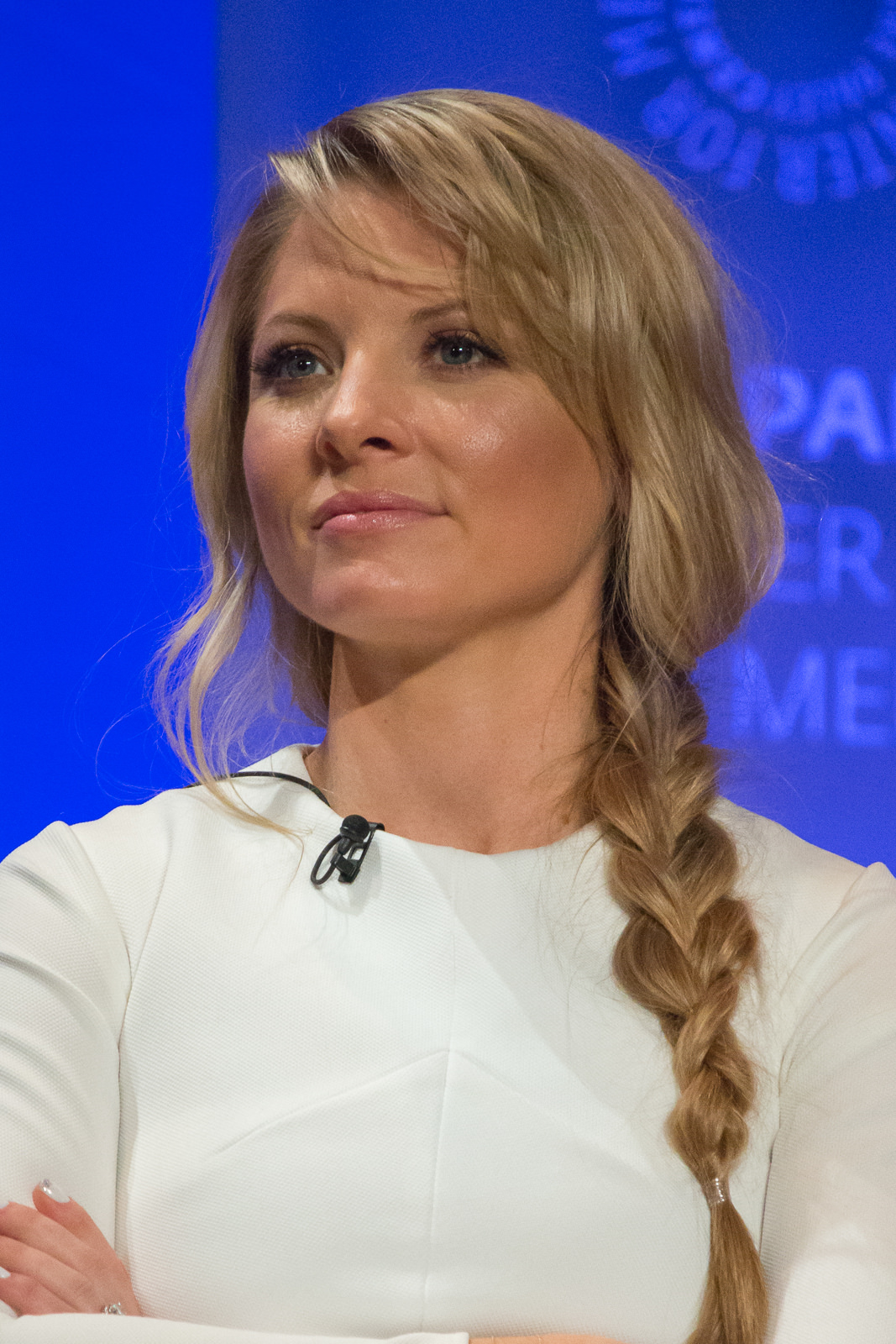
a estrela de Empire,Kaitlin Doubleday aparece no episódio "Reflection of Desire" como Kelly Landis.

No episódio "What Happens at Home", Kenneth Mitchell co-estrelou como Drew Jacobs, um serial killer que mata várias mulheres, incluindo sua própria esposa. A convidada Madison Leisle estrelou como a filha de Jacobs, Heather. No episódio "25 to Life", Kyle Secor co-estrelou como Donald Sanderson, um homem que foi enquadrado e preso pelo assassinato de sua família, e Philip Casnoff co-estrelou como James Stanworth, o homem responsável por enquadrar Sanderson e assassinar a família dele. Angus Macfadyen co-estrelou como Sean McCallister, ex-chefe de Emily Prentiss na Interpol que é assassinado por um dos criminosos mais notórios da série, Ian Doyle, interpretado por Timothy V. Murphy. No episódio "The Thirteenth Step", Jonathan Tucker e Adrianne Palicki co-estrelou como Raymond Donovan e Sydney Manning, dois jovens amantes que vão em uma matança.

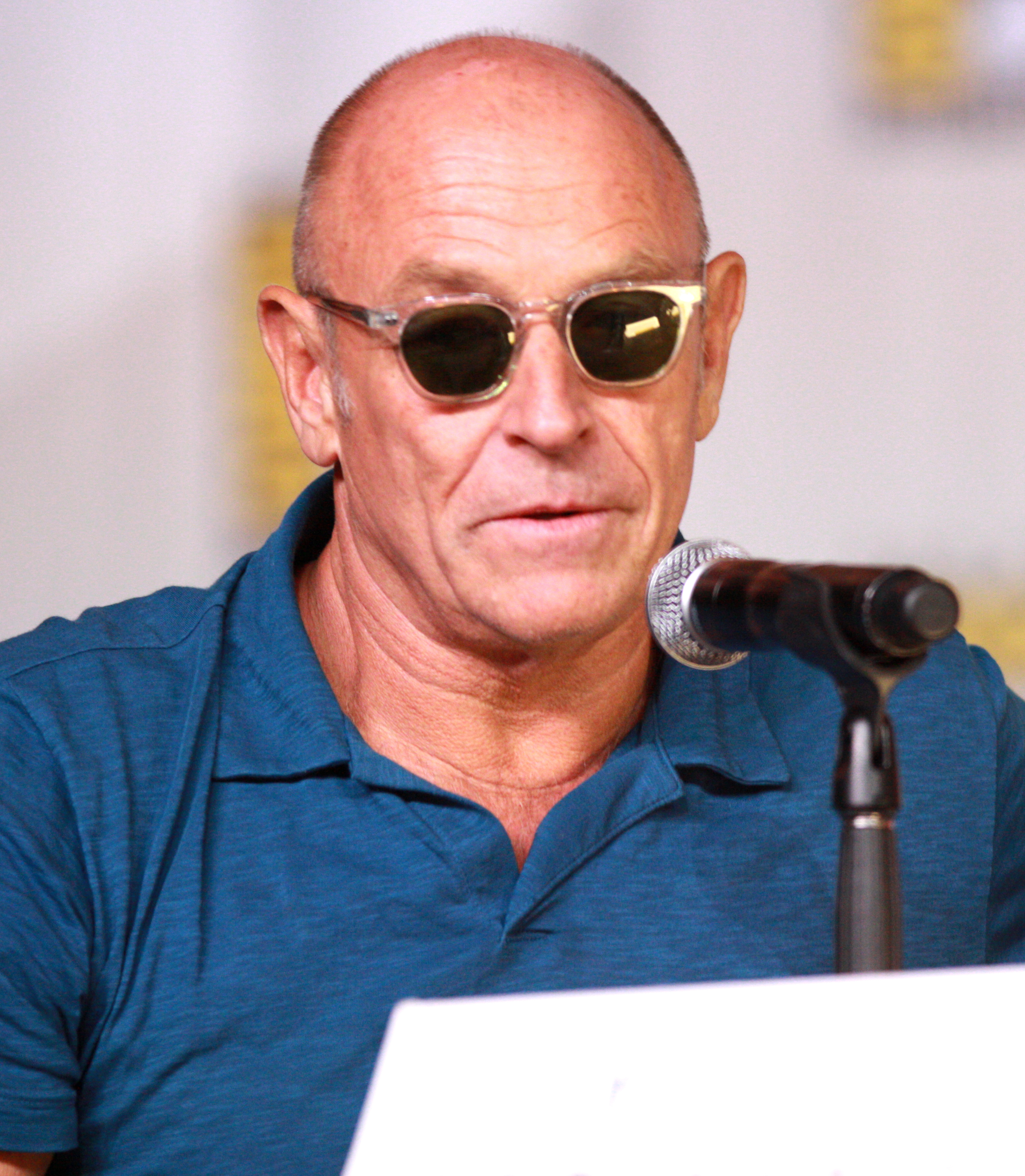
a estrela de L.A. Law and Psych,Corbin Bernsen aparece no episódio "Today I Do" como Jerry Grandin.

No episódio "Today I Do", Rebecca Field co-estrelou como Jane Gould, uma perseguidora e sequestradora que atua como zeladora para que ela possa ser apreciada. Rachel Miner co-estrelou como Molly Grandin, uma mulher que Gould sequestra e mantém em cativeiro em sua casa. No episódio "Coda", Lew Temple co-estrelou como Bill Thomas, um homem que sequestra os pais de Sammy Sparks, um menino que tem autismo . Mimi Kennedy co-estrelou como assistente social de Sammy Sra. Rogers. No episódio "Lauren", Patrick Fischler co-estrelou como Jack Fahey, um mafioso irlandês e um associado de Ian Doyle. No episódio "Com amigos como estes", Bug Hall co-estrelou como Ben Foster, um assassino esquizofrênico que, depois de incendiar uma igreja, começa a alucinar três pessoas que morreram lá.

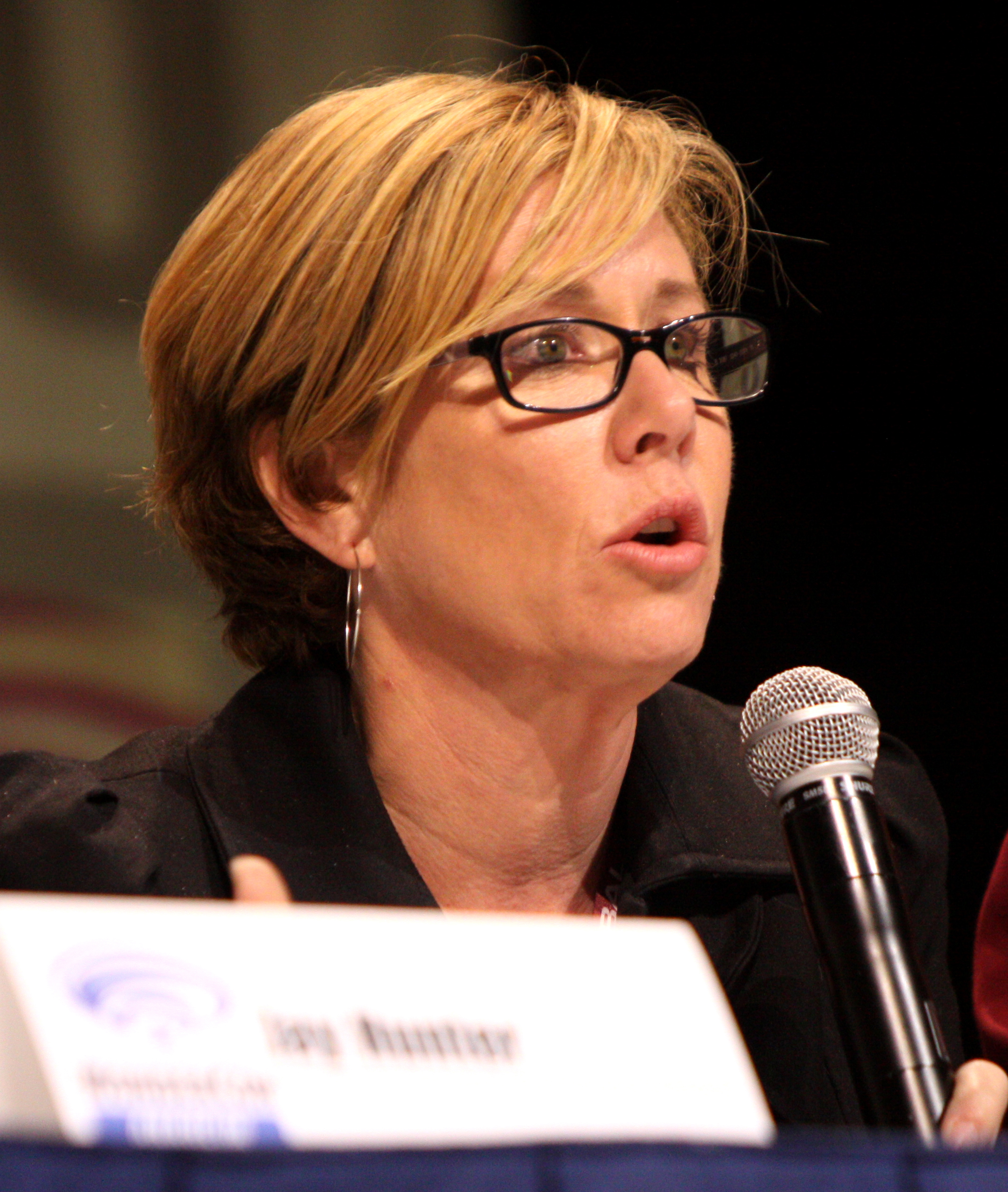
Romy Rosemont aparece no episódio "Coda" como Elizabeth Sparks.

No episódio "Hanley Waters", Kelli Williams co-estrelou como Shelly Chamberlain, uma assassina que é incapaz de aceitar a morte de seu filho, que morreu em um acidente de carro. No episódio "Out of the Light", Jeffrey Meek co-estrelou como Robert Bremmer, um serial killer que estuprou sua enteada, Rose, e começou a sequestrar, estuprar e assassinar mulheres que se assemelham a Rose. No final da temporada "Supply and Demand", Angela Sarafyan co-estrelou como Lucy, a líder de uma rede de tráfico humano que se apresenta como uma das vítimas. Amy Price-Francis co-estrelou como Agente Especial de Supervisão Andi Swann, Chefe da Unidade da Força-Tarefa de Tráfico Doméstico e Sarah Foret co-estrelou como Renee Matlin, um agente disfarçado do FBI que é mantido em cativeiro dentro do ringue.

## Episódios
| Seq. | Episódios | Título                     | Direção              | Escrito por                         | Data de exibição        | Audiência EUA (em milhões) |
| --- | --------- | -------------------------- | -------------------- | ----------------------------------- | ----------------------- | -------------------------- |
| 115 | 1         | "A Noite Mais Longa"       | Edward Allen Bernero | Edward Allen Bernero                | 22 de setembro de 2010  | 14,13                      |
| Com o detetive Spicer morto, Los Angeles ainda sofrendo com apagões em toda a cidade e o "Príncipe das Trevas" (Tim Curry) ainda em liberdade, a BAU tenta rastreá-lo e resgatar a filha de Spicer. |           |                            |                      |                                     |                         |                            |
| 116 | 2         | "JJ"                       | Charles S. Carroll   | Erica Messer                        | 29 de setembro de 2010  | 14,57                      |
| Quando uma adolescente de Maryland desaparece e os principais suspeitos passam em um teste de polígrafo, apesar de serem as últimas pessoas a vê-la viva, o BAU faz malabarismos para extrair uma confissão e lidar com os pais superprotetores da menina desaparecida. Enquanto isso, JJ contempla uma grande promoção de trabalho que ameaça tirá-la da equipe.                                                    |           |                            |                      |                                     |                         |                            |
| 117 | 3         | "Lembrança do Passado"     | Glenn Kershaw        | Janine Sherman Barrois              | 6 de outubro de 2010    | 13,87                      |
| Quando duas mulheres de Bristol, Virgínia , são torturadas, sodomizadas e fatalmente eletrocutadas, a BAU se propõe a determinar se os crimes foram cometidos ou não por um prolífico serial killer (Daniel J. Travanti), que assassinou vinte mulheres ao longo de nove anos e nunca foi pego. |           |                            |                      |                                     |                         |                            |
| 118 | 4         | "Posições comprometedoras" | Guy Norman Bee       | Breen Frazier                       | 13 de outubro de 2010   | 14,00                      |
| Quando dois casais de Akron, Ohio, são mortos após serem forçados a fazer sexo, a BAU se propõe a rastrear um assassino tentando compensar sua própria impotência. Enquanto isso, Garcia se oferece para assumir o papel ainda vago de contato de comunicação. |           |                            |                      |                                     |                         |                            |
| 119 | 5         | "Porto Seguro"             | Andy Wolk            | Alicia Kirk                         | 20 de outubro de 2010   | 14,46                      |
| Quando duas famílias do Centro-Oeste são mortas em suas casas, o BAU tenta rastrear um adolescente psicopata com o desejo de punir figuras matriarcais. Enquanto isso, Morgan recebe uma visita inesperada de um antigo conhecido. |           |                            |                      |                                     |                         |                            |
| 120 | 6         | "Noite do demônio"         | Charlie Haid         | Randy Huggins                       | 27 de outubro de 2010   | 13,94                      |
| Quando o mais recente de uma série de ataques criminosos mortais pré-Halloween ocorre em Detroit, Michigan , a BAU começa a traçar o perfil e rastrear um serial killer empenhado em se vingar das pessoas que destruíram sua vida. |           |                            |                      |                                     |                         |                            |
| 121 | 7         | "Homem Médio"              | Rob Spera            | Rick Dunkle                         | 3 de novembro de 2010   | 14,58                      |
| Quando três dançarinas exóticas de Indiana são sequestradas, estupradas e mortas depois de serem mantidas em cativeiro por dois dias, a BAU faz malabarismos para traçar o perfil de uma equipe de assassinato de três pessoas e resgatar sua última vítima de sequestro. |           |                            |                      |                                     |                         |                            |
| 122 | 8         | "Reflexo do Desejo"        | Anna J. Foerster     | Simon Mirren                        | 10 de novembro de 2010  | 12,56                      |
| Quando uma mulher desaparecida de Washington, DC, é encontrada com os lábios cortados e um misterioso pedaço de papel enfiado na garganta, a BAU sai em busca de um sequestrador que força suas vítimas a reencenar uma cena de um filme dos anos 1950. Enquanto isso, Garcia tenta ajudar a equipe a identificar o assassino, expondo um pedaço de sua vida pessoal.                                                |           |                            |                      |                                     |                         |                            |
| 123 | 9         | "Dentro da floresta"       | Glenn Kershaw        | Kimberly Ann Harrison               | 17 de novembro de 2010  | 14,39                      |
| Quando um menino de dez anos desaparecido é encontrado morto na Trilha dos Apalaches e um irmão e uma irmã desaparecem, a BAU se propõe a prender um assassino de crianças pedófilo responsável pela morte de oito crianças. |           |                            |                      |                                     |                         |                            |
| 124 | 10        | "O que acontece em casa"   | Jan Eliasberg        | Edward Allen Bernero                | 8 de dezembro de 2010   | 14,23                      |
| Quando três mulheres de Las Cruces, Novo México, são estranguladas até a morte, a BAU recruta a cadete do FBI Ashley Seaver (Rachel Nichols) para ajudá-los a identificar o serial killer escondido entre os moradores de um condomínio fechado. Enquanto isso, a equipe descobre um segredo obscuro sobre um deles.                                                                                                 |           |                            |                      |                                     |                         |                            |
| 125 | 11        | "25 para a vida"           | Charles S. Carroll   | Erica Messer                        | 15 de dezembro de 2010  | 13,77                      |
| Com Hotch tirando uma folga para comemorar o aniversário da morte de Haley, os membros restantes do BAU decidiram determinar se um assassino em liberdade condicional cometeu ou não o crime de que foi acusado. Enquanto isso, Prentiss aborda Rossi com um pedido incomum envolvendo o treinamento de recuperação de Seaver.                                                                                       |           |                            |                      |                                     |                         |                            |
| 126 | 12        | "Coração"                  | John Gallagher       | Katarina Wittich                    | 19 de janeiro de 2011   | 12,02                      |
| Quando três moradores de Miami, Flórida, são encontrados mortos em suas casas, o BAU determina que o assassino está obcecado em completar um ritual específico encontrado nas religiões afro-caribenhas. Enquanto isso, Reid questiona seu bem-estar depois de começar a sofrer de dores de cabeça e alucinações prolongadas.                                                                                        |           |                            |                      |                                     |                         |                            |
| 127 | 13        | "O décimo terceiro passo"  | Doug Aarniokoski     | Janine Sherman Barrois              | 26 de janeiro de 2011   | 12,77                      |
| Quando dois tiroteios em massa em dois postos de gasolina separados de Montana tiram a vida de quatorze pessoas, o BAU faz malabarismos para traçar o perfil de um casal recém-casado e impedi-los de embarcar em uma matança. Enquanto isso, Prentiss recebe notícias perturbadoras sobre um fantasma de seu passado.                                                                                               |           |                            |                      |                                     |                         |                            |
| 128 | 14        | "Memória dos Sentidos"     | Rob Spera            | Randy Huggins                       | 9 de fevereiro de 2011  | 13,67                      |
| A BAU retorna a Los Angeles, Califórnia, para determinar a agenda bizarra de um serial killer depois que três mulheres são sequestradas, afogadas em metanol e encontradas com um pedaço de pele removido do pé direito. Enquanto isso, Morgan percebe uma mudança drástica no comportamento de Prentiss. |           |                            |                      |                                     |                         |                            |
| 129 | 15        | "Hoje eu faço"             | Ali Selim            | Alicia Kirk                         | 16 de fevereiro de 2011 | 12,85                      |
| Quando uma estudante de graduação de Syracuse, Nova York, desaparece e seu desaparecimento está ligado a um caso arquivado de quatro meses, a BAU se propõe a traçar o perfil de um serial killer sádico que se vê como um treinador motivacional. Enquanto isso, Prentiss fica cada vez mais preocupada depois de receber uma atualização de seus ex-colegas da Interpol.                                           |           |                            |                      |                                     |                         |                            |
| 130 | 16        | "Code"                     | Rob Hardy            | Rick Dunkle                         | 23 de fevereiro de 2011 | 13,15                      |
| Quando um casal da paróquia de Lafayette, Louisiana , desaparece e seu filho autista entra na escola coberto de sangue, o BAU faz malabarismos para traçar o perfil de um sequestrador que conhecia pessoalmente os abduzidos. Enquanto isso, a missão clandestina de Prentiss para rastrear o maior inimigo de sua equipe da Interpol atinge um clímax devastador.                                                  |           |                            |                      |                                     |                         |                            |
| 131 | 17        | "Valhala"                  | Charles S. Carroll   | Simon Mirren e Erica Messer         | 2 de março de 2011      | 14,37                      |
| Quando duas famílias de Washington, DC são encontradas mortas por aparentes homicídios e suicídios e uma emboscada ameaça duas delas, a BAU se propõe a capturar um criminoso internacional (Timothy V. Murphy) determinado a cumprir uma agenda sinistra. Enquanto isso, Prentiss luta para manter seu passado em segredo do resto da equipe.                                                                       |           |                            |                      |                                     |                         |                            |
| 132 | 18        | "Laurena"                  | Matthew Gray Gubler  | Breen Frazier                       | 16 de março de 2011     | 13,73                      |
| Quando Prentiss desaparece após a morte de um ex-colega da Interpol, a BAU se reúne com JJ na tentativa de aprender mais sobre o relacionamento passado de seu colega desaparecido com o terrorista Ian Doyle e a série de eventos que levaram à sua captura oito anos antes. |           |                            |                      |                                     |                         |                            |
| 133 | 19        | "Com amigos como estes..." | Anna J. Foerster     | Janine Sherman Barrois              | 30 de março de 2011     | 13,05                      |
| Com Prentiss morto e Seaver oficialmente como agente do FBI e membro da equipe, a BAU se propõe a determinar se uma equipe assassina com uma mentalidade de matilha é responsável pela morte de dois moradores de Portland, Oregon . Enquanto isso, Reid se envolve emocionalmente depois que uma reviravolta inesperada muda o curso da investigação.                                                               |           |                            |                      |                                     |                         |                            |
| 134 | 20        | "Hanley Waters"            | Jesse Warn           | Alicia Kirk e Randy Huggins         | 6 de abril de 2011      | 14,08                      |
| Quando um tiroteio em massa em uma loja de armas em Tampa, Flórida , tira a vida de quatro pessoas, a BAU tenta traçar o perfil de um assassino em ascensão determinado a derrubar um alvo específico. Enquanto isso, Hotch entrevista cada membro da equipe sobre seus sentimentos em relação à morte de Prentiss.                                                                                                  |           |                            |                      |                                     |                         |                            |
| 135 | 21        | "O estranho"               | Nelson McCormick     | Kimberly Ann Harrison e Rick Dunkle | 13 de abril de 2011     | 13,59                      |
| Quando três estudantes universitários de San Diego, Califórnia , são esfaqueados até a morte em suas casas fora do campus, a BAU se propõe a rastrear um perseguidor que se tornou assassino em série que tem como alvo mulheres parecidas com um rosto de seu passado. Enquanto isso, Hotch está sob escrutínio depois que o chefe de seção Strauss começa a revisar os formulários de avaliação de luto da equipe. |           |                            |                      |                                     |                         |                            |
| 136 | 22        | "Fora da Luz"              | Doug Aarniokoski     | Roger Hedden                        | 4 de maio de 2011       | 12,90                      |
| Quando os ferimentos de uma mulher da Carolina do Norte são consistentes com os encontrados em um cadáver não identificado descoberto três anos antes, o BAU faz malabarismos para traçar o perfil de um sádico sexual e determinar se há ou não outras vítimas. |           |                            |                      |                                     |                         |                            |
| 137 | 23        | "Mar Grande"               | Glenn Kershaw        | Jim Clemente e Breen Frazier        | 11 de maio de 2011      | 13,29                      |
| Quando uma equipe de bombeamento de Jacksonville, Flórida, descobre doze conjuntos de restos de esqueletos enterrados em uma vala comum, a BAU se propõe a estabelecer uma conexão entre as vítimas e o assassino. Enquanto isso, Morgan se envolve pessoalmente no caso depois que sua tia chega à Flórida com suspeitas de que sua filha desaparecida está entre os mortos.                                        |           |                            |                      |                                     |                         |                            |
| 138 | 24        | "Oferta e Demanda"         | Charles S. Carroll   | Erica Messer                        | 18 de maio de 2011      | 12,84                      |
| Quando duas pessoas desaparecidas são encontradas mortas no porta-malas do carro de um homem morto, a BAU trabalha com a SSA Andi Swann (Amy Price-Francis) e a Força-Tarefa de Tráfico Doméstico do FBI para derrubar uma organização de tráfico humano. Enquanto isso, Hotch avisa a equipe sobre uma possível reestruturação e um rosto familiar toma uma decisão inesperada.                                     |           |                            |                      |                                     |                         |                            |